# 阿美橫丁

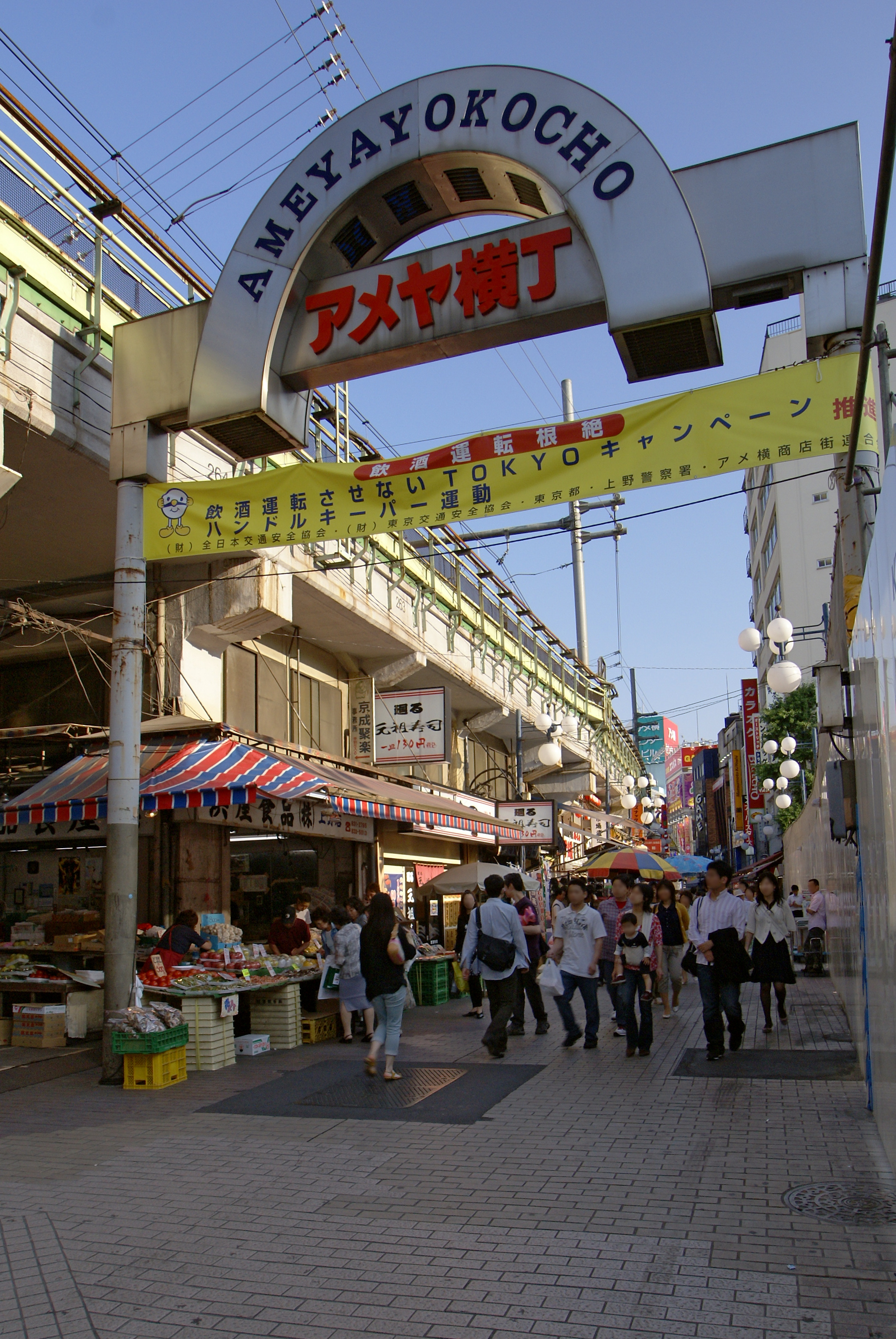
上野側入口（攝於2007年）

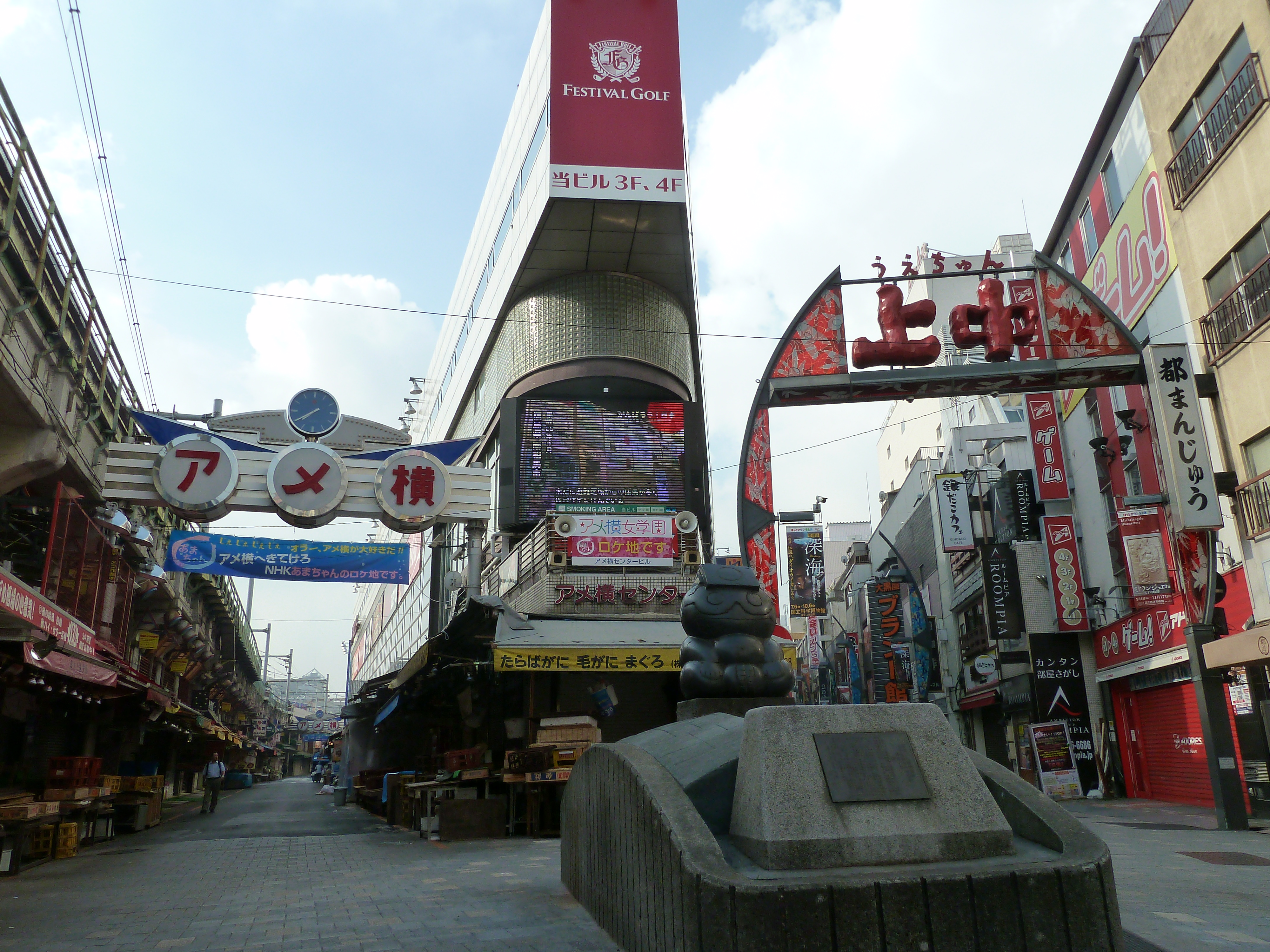
中段的Y字路口，左側為「阿美橫」牌樓、右側為「上野中通商店街」牌樓（攝於2013年）

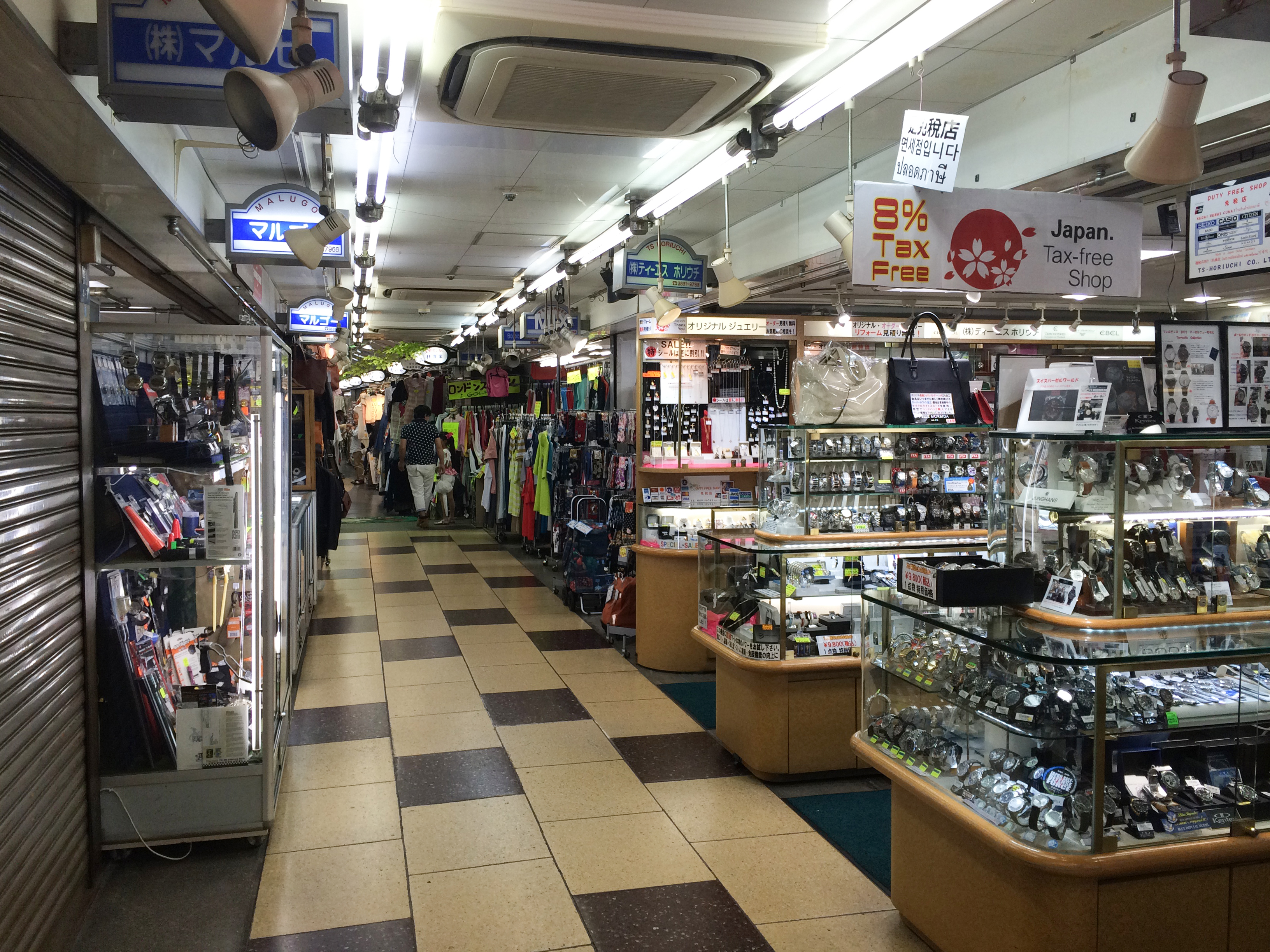
鐵路高架橋下的商店

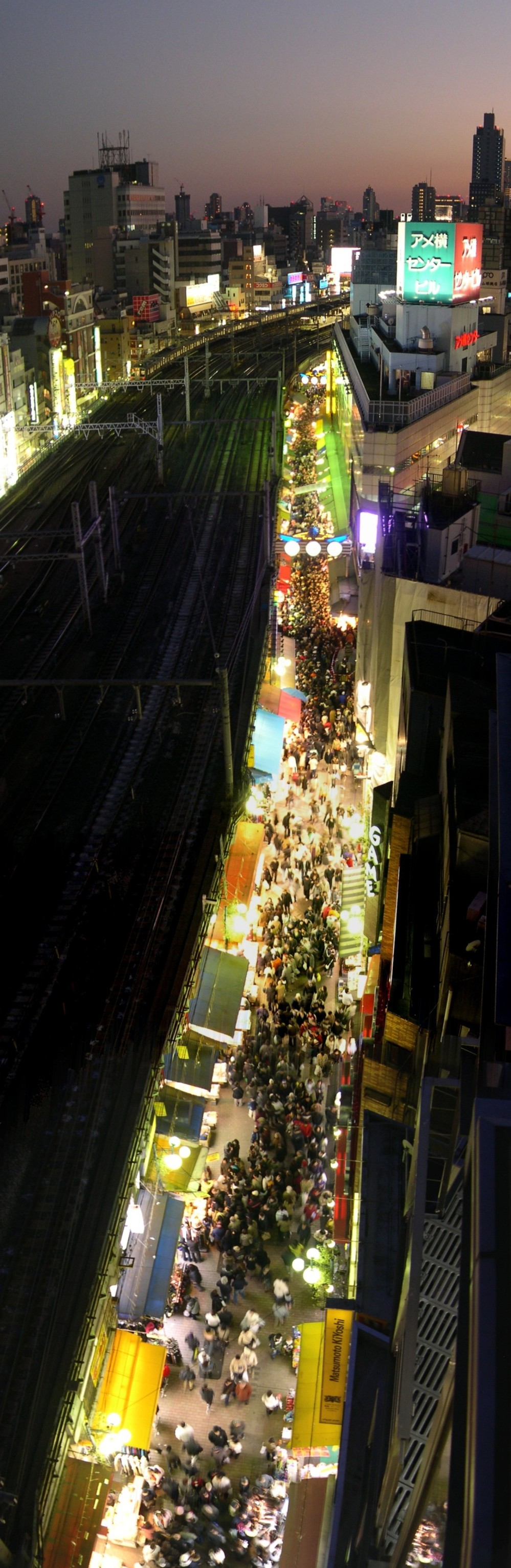
年末採購的盛況，從上野往御徒町方向拍攝（攝於2006年12月30日）

阿美橫丁（日语：／ Ameya yokochō */?），簡稱阿美橫（／ Ameyoko），是位於日本東京都台東區的商店街，坐落於山手線上野至御徒町間高架路段的下方及西側道路，長400（1,300英尺），為東京著名的露天市集之一。

## 地名由來
第二次世界大戰後，該處是販賣美軍物資的黑市，「阿美」一詞即相信源自美國（America）。由於當時有許多售賣飴（傳統糖果；日語發音亦為「Ame」）的店家聚集於此，故又名「飴橫丁」。

## 現況
近年貨品種類已經包羅萬有，除了糖果外，亦有售賣食品（特別是海產及乾貨）、衣飾、鐘錶、化妝品、日本土產等，除了本地居民光顧之外，也成為外國觀光客造訪的景點。尤其在年底時，此處是東京居民採購新年用生鮮食品的重要場所，也成為當地年末年始的象徵情景。

## 流行文化
2013年大熱的晨間小說連續劇《小海女》，主人翁天野秋所屬經紀公司Heartful就以阿美橫丁為根據地，成立了女子組合「阿美橫女學園」和「GMT47」。
漫画及其改编的动画《三颗星彩色冒险》中，主角之一的小幸家里的蔬果店“黄濑Fruits”便开在阿美横丁。

## 連結
- 维基共享资源上的相關多媒體資源：阿美橫丁
- 阿美橫丁商店街
- 阿美橫丁的Facebook專頁
- 阿美橫丁的Instagram帳戶